# Bergtjärnen (Sundsjö socken, Jämtland)
Bergtjärnen är en sjö i Bräcke kommun i Jämtland och ingår i Ljungans huvudavrinningsområde.